# Anna Andersson (författare)
Anna Magdalena Andersson, född 8 juli 1980, är en svensk författare och illustratör.
Hon debuterade som författare 2013 med boken Resan till Kungens rike som första delen ur serien Sagans värld. Böckerna Var inte rädd (2014) och En annorlunda pusselbit (2015) är fristående uppföljare. 
Andersson har även gett ut en bilderbok, Krubilum hittar ett hus, och illustrerat böcker åt Malin Hedström.